# ديكلان رود
ديكلان رود (بالإنجليزية: Declan Rudd)‏ (16 يناير 1991 المملكة المتحدة - ) هو لاعب كرة قدم بريطاني، يلعب كحارس مرمى.

## وصلات خارجية
ديكلان رود على موقع قاعدة بيانات كرة القدم.إي يو (الإنجليزية)
- ديكلان رود على موقع Soccerbase.com (لاعب) (الإنجليزية)
- ديكلان رود على موقع Soccerway.com (الإنجليزية)
- ديكلان رود على موقع عالم كرة القدم.نت (الإنجليزية)
- ديكلان رود على موقع AS.com (الإسبانية)

قالب:تشكيلة بريستون نورث ايند